# Equipos ciclistas españoles en 2003
Relación de equipos ciclistas españoles en la temporada 2003.

## Primera División
- Euskaltel-Euskadi
- iBanesto.com
- Kelme-Costa Blanca
- ONCE-Eroski

## Segunda División
- Labarca 2-Cafés Baqué
- Costa de Almería-Paternina
- Relax-Fuenlabrada

| Predecesor: Equipos ciclistas españoles en 2002 | Equipos ciclistas españoles 2003 | Sucesor: Equipos ciclistas españoles en 2004 |

- Datos: Q5835094